# Самсонович, Николае
Николае Самсонович (Самсоновичи) (рум. Nicolae Samsonovici; 7 августа 1877, Дорохой, Соединённые княжества Молдавии и Валахии — 16 сентября 1950, Сигету-Мармацией, СР Румыния) — румынский политический, государственный и военный деятель, генерал армии (1938), начальник Генерального штаба румынской армии (1928—1932, 1934—1937, военный министр Королевства Румыния (1932—1933), сенатор Румынии.

## Биография
В 1897 году окончил Военную школу пехотных и кавалерийских офицеров в Бухаресте, затем в 1912 году — Высшую военную школу.
В 1897—1910 годах — командир взвода и роты, в 1912—1916 годах — офицер Оперативного отдела Генерального штаба румынской армии. В 1913 году во время Второй Балканской войны командовал батальоном.
В августе 1916 года, после вступления Румынии в Первую мировую войну, Самсонович получил звание подполковника и стал начальником штаба 7-й пехотной дивизии. Участвовал в сражениях против австро-венгерской армии. За заслуги в апреле 1917 года был произведён в полковники. Будучи начальником штаба 6-го армейского корпуса, а затем 1-й армии сыграл важную роль в битве при Мэрэшешти. В октябре 1918 года принял командование над 77-м стрелковым полком.
После окончания войны был произведён в бригадные генералы и прикомандирован к Генеральному штабу. В 1919—1921 годах служил профессором тактики, истории и военной стратегии в Высшей военной школе. В 1922—1926 годах был командиром Высшего военного училища. В 1920-е годы опубликовал несколько книг, посвящённых деятельности генеральных штабов, тактике, решениям, принципам наступления и обороны. 
С 1926 по 1927 год командовал 19-й пехотной дивизией в Дробета-Турну-Северине . С 1927 по 1928 год был заместителем начальника Генерального штаба. За это время дослужился до генерала дивизии.
В 1928—1932 и 1934—1937 годах — начальник Генерального штаба румынской армии. В 1932—1933 годах — 
военный министр Королевства Румыния. Во время своего пребывания на этом посту сосредоточился на улучшении структуры, снаряжения и обучения армии Румынии, на развитии связей с союзными армиями, особенно с армиями Польши, Чехословакии, Югославии, Греции, Турции, Франции и Великобритании. На фоне всё более напряжённой ситуации в Европе подписал ряд военных соглашений с членами Малой и Балканской Антанты. Входил в состав румынской делегации на Всемирной конференции по разоружению 1932—1934 годов.
Вышел в отставку в феврале 1937 г., после 42 лет службы в армии. В 1939 году король назначил его сенатором.
В мае 1950 г. был арестован коммунистическими властями и умер через несколько месяцев в тюрьме Сигету-Мармацией.

## Воинские звания
- подпоручик — 1897
- поручик — 1900
- капитан — 1907
- майор — 1913
- подполковник — 1916
- полковник — 1917
- бригадный генерал — 1919
- генерал дивизии — 1928
- генерал армии — 1938.